# Берёза, Борислав Ефимович
Борисла́в Ефи́мович Берёза (укр. Борисла́в Юхи́мович Бере́за; род. 13 июня 1974, Киев, УССР, СССР) — украинский политический деятель, глава информационного отдела «Правого сектора» с февраля по декабрь 2014 года. Внефракционный депутат Верховной Рады Украины VIII созыва, член украинской делегации в ПАСЕ.

## Биография
Родился 13 июня 1974 года в Киеве, проживает там же. Еврей, владеет ивритом, свободно владеет украинским, английским и русским языком.
С 1991 по 1993 год проживал в Израиле, после чего вернулся на Украину. По словам Борислава он некоторое время носил двойную фамилию Бля́хер-Берёза.
В дальнейшем занимался книготорговлей, создал литературное агентство. Вёл программы «Книга UA» и «Мандри» на Первом национальном канале, на «Просто радио» — вечернее шоу «Полный абзац с Бориславом Березою». Впоследствии руководил проектами, не связанными с литературой. Директор сети книжных супермаркетов «Буква» Константин Климошенко в 2015 году обвинил Берёзу в том, что тот, работая в его магазине в 2005—2006 годах менеджером по закупке литературы из России, присвоил 150 тыс. долларов. Климошенко объяснил схему: «Мои московские партнёры начали выставлять счета, которые ко мне никакого отношения не имели. Оказалось, когда я возил большие машины литературы для своего бизнеса, мой менеджер господин Берёза для меня заказывал большую накладную, а для себя — накладную поменьше. Но оплата шла на один счёт — на мой, я должен был за всё платить».
Стал известен в качестве главы информационного отдела, а впоследствии официального представителя движения «Правый сектор». С лидером движения Дмитрием Ярошем познакомился в феврале 2014 года в Киеве во время Евромайдана, в котором принимал участие с самого начала.

### Политическая карьера
На внеочередных парламентских выборах в октябре 2014 года был избран народным депутатом от мажоритарного округа № 213 в городе Киеве, получив 29,44 % голосов в качестве самовыдвиженца. Является членом украинской делегации в Парламентской ассамблее Совета Европы.
Выступал против пункта об отмене депутатской неприкосновенности, вошедшего в коалиционное соглашение между партиями «Блок Петра Порошенко», «Народный фронт», «Самопомощь», «Радикальная партия Олега Ляшко» и «Батькивщина». Предлагал в качестве альтернативы возможность отзыва парламентариев, считал более важным проведение реформы судов и прокуратуры с последующей люстрацией.
В декабре 2014 года сообщал о создании межфракционной группы «Укроп» — «Український опір» («Украинское сопротивление»), в которую, по его словам, также вошли Дмитрий Ярош, Борис Филатов, Андрей Билецкий, Владимир Парасюк.
25 декабря движение «Правый сектор» сообщило, что из-за загруженности политической и законотворческой деятельностью Борислав Берёза снял с себя руководство информационной политикой «Правого сектора» и более не имеет к нему никакого отношения. Это подтвердил и сам Берёза, указавший, что это решение стало итогом переговоров с Дмитрием Ярошем.
В 2015 году возглавлял рабочую группу по проверке обвинений премьер-министра Арсения Яценюка в коррупции, выдвинутых бывшим председателем Госфининспекции Николаем Гордиенко.
В 2015 году номинировался на должность городского головы Киева от «Партии решительных граждан». В первом туре выборов занял второе место, набрав 8,84 % голосов избирателей (77 029 чел.). Во втором туре проиграл Виталию Кличко, набрав 32,30 % голосов избирателей (197 844 чел.).
В 2018 году был председателем временной следственной комиссии Верховной Рады Украины, которая проводила расследование сведений относительно нападений на Екатерину Гандзюк и других общественных активистов. Впервые в истории украинского парламента в отчет были внесены рекомендации по наказанию причастных лиц.
1 ноября 2018 года был включен в список украинских физических лиц, против которых российским правительством введены санкции.
В июле 2019 Береза, как председатель межпарламентского комитета ВР между Украиной и Эстонией, получил от президента Эстонии Керсти Кальюлайд Орден Креста Земли Марии 4-й степени — за улучшение сотрудничества между Украиной и Эстонией.

### Постпарламентская карьера
В конце января 2022 года покинул 4 канал, где вёл программу «Засланцы».

### Скандалы
В апреле 2015 года украинские СМИ сообщали о скандале между Берёзой и депутатом от Радикальной партии Игорем Мосийчуком.
24 января 2019 года в кулуарах ПАСЕ во время брифинга вице-спикера Рады Ирины Геращенко он толкнул журналистку телеканала Россия-1 Ольгу Скабееву, поскольку та, на его взгляд, мешала выступлению Геращенко.
10 апреля 2022 года на территории Трускавецкого женского монастыря Берёзе попытались вручить повестку в военкомат, которую он отказался подписать в связи с тем, что уже подписал контракт с территориальной обороной в Киеве, а в данном регионе не проживает постоянно; по словам политика, сцена была срежиссирована специально, поскольку военком действовал в сопровождении группы отказавшихся представиться лиц, осуществлявших видеосъёмку.

## Образование
По утверждению Борислава Берёзы, он имеет красный диплом выпускника Киевского национального экономического университета.
В октябре 2015 года юрист Клим Братковский обвинил Борислава Берёзу в подделке документов об образовании. Братковский привёл судебные постановления, размещённые в реестре судебных решений, в которых утверждается, что в 1995 году на полиграфкомбинате «Украина» бланк диплома специалиста с отличием не мог быть изготовлен. Среди выпускников КНЭУ нет Борислава Берёзы, а диплом с известными номером и серией не выдавался. Об этом заявил ректор КНЭУ Анатолий Павленко. 27 мая 2015 года Генеральная прокуратура Украины открыла уголовное производство по поводу подделки диплома. Однако, на сайте Киевского национального торгово-экономического университета указано, что Борислав Ефимович Береза получил степень магистра КНТЭУ, защитив квалификационную работу на тему: «Конкурентная политика в условиях глобализации».

## Взгляды
В феврале 2017 года как нардеп Верховной рады заявлял о необходимости подвергнуть жителей Донбасса процедуре подтверждения гражданства — теста на знание украинского языка и истории Украины, — от прохождения которого должно зависеть восстановление права на участие в выборах.

## Доходы
По данным декларации, опубликованной на сайте Верховной рады, в 2015 году Борислав Берёза заработал 76 509 гривен в виде депутатской зарплаты. 970 тысяч гривен дохода члены его семьи получили благодаря доходам от предпринимательской деятельности. Ещё 3 089 303 гривны было получено по статье «подарки, призы, выигрыши».
В декларации за 2016 год Борислав Берёза указал три земельных участка (площадью 5576, 3237 и 2500 м²) и жилой дом площадью 91,2 м² в селе Сидоровичи Киевской области, две квартиры в Киеве (площадью 42,9 и 97,9 м²). За год народный депутат заработал в Верховной раде 152 796 гривен, также он получил компенсацию в 169 871 гривну. От отчуждения движимого имущества Берёза получил 482 тыс. гривен. Он указал в декларации 400 тыс. гривен, 80 тыс. долларов США, 5,5 тыс. фунтов стерлингов и 15 тыс. евро наличными. Супруга Наталья Берёза в 2016 году приобрела квартиру в Киеве площадью 289,7 м² за 5 млн гривен (кредит на 3,96 млн гривен был взят в банке «Пивденный»). С 2004 года ей уже принадлежала квартира площадью 72,7 м². У Натальи Берёзы в декларации также были указаны автомобиль Toyota RAV4, 3,085 млн гривен наличными. Её доход от предпринимательской деятельности в 2016 году составил 1 447 150 гривен.

## Семья
Отец — Ефим Абрамович Бляхер (род. 7 марта 1950). Мать — Эмилия Григорьевна Берёза (род. 25 октября 1952).
Жена — Наталья Николаевна Берёза. Домохозяйка, воспитывает двух сыновей и дочь (родившуюся летом 2016 года).

## Награды
- Орден Креста земли Марии IV класса (29 января 2019 года, Эстония)[42].